# Museo Etnográfico de Quirós
El Museo Etnográfico de Quirós, pertenece a la red de museos etnográficos de Asturias.
El museo se encuentra en la localidad asturiana de Quirós.
El museo está dedicado a la manera de vida de los pueblos de la montaña asturiana. Fue inaugurado el 19 de marzo de 1998 y ocupa la antigua plaza de abastos.

## El museo
El museo consta de dos plantas:
- La primera planta está dedicada a la reproducción de edificaciones características, como puede ser una cuadra de montaña, lavadero y abrevadero, taller de madreñeiro.

En esta planta destaca sobre todo lo anterior la reproducción de una casa típica quirosana.
- En la segunda plante se encuentra la escuela tradicional y una exposición de utensilios agrícolas y ganaderos.